# Apogonia affinis
Apogonia affinis är en skalbaggsart som beskrevs av Kobayashi 2010. Apogonia affinis ingår i släktet Apogonia och familjen Melolonthidae. Inga underarter finns listade i Catalogue of Life.